# 林子頭 (南投縣)
林子頭，原寫為林仔頭，是臺灣南投縣草屯鎮的一個傳統地域名稱，位於該鎮西南部。相較於今日行政區，其範圍大致與上林里相近。

## 歷史
台灣清治末期至日治初期，林子頭地區為一街庄，稱為「林仔頭庄」，隸屬於北投堡。該庄西及北隔溪州溝排水分別與北投埔庄、草鞋墩庄為界，東邊及南邊與山腳庄為鄰，西南邊為月眉厝庄。
1901年（日治明治三十四年）11月，全台廢縣廳改設二十廳，該庄隸屬於南投廳。1903年（明治三十六年）6月，該庄編入「草鞋墩區」，隸屬於南投廳。1909年（明治四十二年）10月，合併二十廳為十二廳，草鞋墩區仍隸屬於南投廳。1920年（大正九年），全台地方制度大改正，廢十二廳改設五州二廳，該庄改制並雅化為「林子頭」大字，隸屬於臺中州南投郡草屯庄。1938年（昭和十三年），草屯庄升格為草屯街。
戰後草屯街改制為草屯鎮，隸屬於臺中縣，大字亦改制為里。1950年10月，中、彰、投分治，草屯鎮改隸屬南投縣。

## 聚落
本地區發展較早的聚落有林仔頭、溝仔墘、阿保等，在日治期初期的官方地圖上已有記載。此外，本地區尚有中庄、頭前厝、後壁湖等聚落。

## 交通
國道3號又稱「福爾摩沙高速公路」，是貫穿台灣西部的兩條縱向高速公路之一，大致以西北—東南走向蜿蜒經過林子頭地區西南角。該道路在該地點西北側不遠處的省道台76線東側端點交會處設有中興系統交流道，東南側不遠處的省道台14乙線交會處設有南投交流道，由此等可快速前往台灣南北各地及彰化平原。
省道台3線（草溪路）俗稱「內山公路」，是臺北至屏東的平面幹道，大致以東北微北—西南微南走向轉東北—西南走向蜿蜒經過本地區。由該道路向東北微北可前往草屯市區、霧峰、大里、台中市區等地，向西南經國道3號高架橋下、省道台14乙線立體交叉道後繞大彎轉南南東可前往可前往南投、名間、竹山、林內等地。
省道台3甲線（太平路一段）是草屯至南投的幹道，大致以北北東—南南西走向經過本地區東部邊界外緣地帶。由該道路向北北東可前往草屯市區、番子田與牛屎崎交界地帶並止於省道台3線路口，向南南西可前往營盤口、林子、半山、牛運堀、南投市區、三塊厝、茄苳腳北部並止於省道台3線另一路口。
省道台14乙線（碧興路一段、國道3號南投交流道連絡道、省府路）是芬園至南投五塊厝的平面幹道，大致以西北—東南走向轉西北微北—東南微南走向經過本地區西南角外側不遠處，經省道台3線路口後繞大彎經國道3號南投交流道轉西南—東北續繞大彎轉南向北，至省府路路口轉東經過本地區東南部的南側邊界外緣後離境。由該道路向西北轉北北西經國道3號高架橋下及其兩側之省道台76線東側端點路口後可前往月眉厝聚落、新庄西部的北投舊街聚落、石頭埔、下茄荖並止於省道台14線路口，向東轉東北經山腳轉南南東可前往營盤口、內轆、軍功寮、包尾、三塊厝並止於其其南側邊界外緣的省道台3線、縣道150號共線路口。
鄉道投9線（溝墘巷）是新庄至阿法庄的道路，其南側端點位於地區西南部阿法庄聚落的省道台3線路口。由此向北北西轉東北繞彎道轉北微西再轉北北西出境後，可前往北投埔、北投埔與新庄交界地帶、新庄與草屯交界地帶、新庄地區的北投聚落、新庄與草屯另一段交界地帶並止於省道台14線路口。

## 文化資產
- 崇善堂（歷史建築）

## 廟宇
- 草屯紫微宮（北帝廟）
- 上林里石榕公